# Вістка (гміна Стшельце-Вельке)
Вістка (пол. Wistka) — село в Польщі, у гміні Стшельці-Великі Паєнчанського повіту Лодзинського воєводства.
Населення — 479 осіб (2011).
У 1975-1998 роках село належало до Ченстоховського воєводства.

## Демографія
Демографічна структура станом на 31 березня 2011 року:
|          | Загалом | Допрацездатний вік | Працездатний вік | Постпрацездатний вік |
| -------- | ------- | ------------------ | ---------------- | -------------------- |
| Чоловіки | 231     | 36                 | 166              | 29                   |
| Жінки    | 248     | 50                 | 136              | 62                   |
| Разом    | 479     | 86                 | 302              | 91                   |